# Збагачення кварцової і польовошпатової сировини

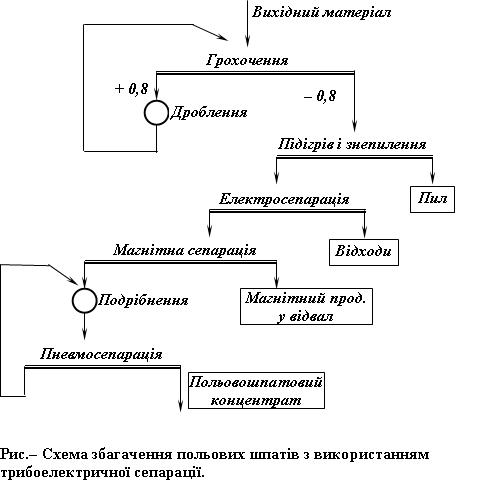

Збагачення кварцової і польовошпатової сировини проводиться електричними методами.
Збагаченням кварцу в коронно-електростатичних сепараторах після відділення польових шпатів, сланців та інших мінеральних домішок отримують кварцовий концентрат, який містить більше 98 % SiO2.
Схема трибоелектростатичної сепарації польовошпатової сировини наведена на рис. . За такою схемою польовошпатовий концентрат виділяється з граніту. Електрична сепарація використовується для відділення польових шпатів, а також часткового відділення альбіту від мікрокліну з метою підвищення співвідношення калію і натрію в польовошпатовому концентраті. Для сепарації застосовують барабанні електростатичні сепаратори. Попередня підготовка вихідного матеріалу полягає в дробленні (валкова дробарка), знепиленні і підігріві до 140оС (барабан).